# Lindscheider Mühle
Lindscheider Mühle ist ein Ortsteil von Nümbrecht im Oberbergischen Kreis im südlichen Nordrhein-Westfalen innerhalb des Regierungsbezirks Köln.

## Lage und Beschreibung
Der Ort liegt zwischen Harscheid im Norden und Schönhausen im Süden, an der Landstraße 320. Der Ort liegt in Luftlinie rund 5,7 km südwestlich vom Ortszentrum von Nümbrecht entfernt.

## Bus und Bahnverbindungen

### Linienbus
Haltestelle: Lindscheider Mühle
- 346 Nümbrecht Schulzentrum (OVAG, Schulbus)